# إيالة قبرص
إيالة قبرص  هي إيالة عثمانية تأسست سنة 1571 بعد الحرب العثمانية - البندقية (1570–1573). غير العثمانيون الطريقة التي أداروا بها قبرص عدة مرات. كانت سنجق لإيالة الأرخبيل منذ 1670 حتى 1703، ومرة أخرى من 1784 فصاعدًا؛ وكانت إقطاعية للصدر الأعظم (1703-1745 و 1748–1784)؛ ومرة أخرى إيالة لفترة قصيرة من 1745 إلى 1748.

## غزو العثمانيين للجزيرة وفتحها
خلال حكم البندقية داهم العثمانيون في بعض الأحيان قبرص. ففي سنة 1489 وهو العام الأول لسيطرة البندقية، هاجم العثمانيون شبه جزيرة كارباس ونهبوها. وفي 1539 هاجم الأسطول العثماني ودمر ليماسول. وخوفًا من توسع الدولة العثمانية، قام البنادقة بتحصين فاماغوستا ونيقوسيا وغرنة، أما معظم المدن الأخرى فكانت ضعيفة التحصين.
في صيف 1570 ضربهم العثمانيون مرة أخرى، ولكن هذه المرة بغزو واسع النطاق بدلاً من غارة. هبط حوالي 60,000 جندي، ومنهم سلاح الفرسان والمدفعية، تحت قيادة لالا مصطفى باشا بالقرب من ليماسول في 2 يوليو 1570، وحاصروا نيقوسيا. سقطت المدينة في 9 سبتمبر 1570 ؛ كلّف حصار فاماغوستا العثمانيين حوالي 50,000 مُصاب بين قتيلٍ وجريحٍ، ومع ذلك سمح العثمانيون للسكان المسيحيين ومن بقي على قيد الحياة من الجنود البنادقة بمُغادرة المدينة بسلام، ولكن عندما علم لالا مُصطفى بأنّ بعض أسرى المُسلمين قد قُتلوا خلال الحصار أمر بسلخ براغادين حيّاً، وأعدم رفاقه، وطيف بجلد براغادين في أنحاء الجزيرة قبل أن يُرسل إلى القسطنطينية.
شهد سقوط فاماغوستا نهاية حكم البندقية وبداية العهد العثماني في قبرص، حيث أصبح لالا مصطفى باشا أول حاكم عثماني للجزيرة.
في 25 مايو 1571 شكل البابا بيوس الخامس العصبة المقدسة لإنقاذ قبرص، وهو تحالف بين الولايات البابوية ومالطا وإسبانيا هابسبورغ وجمهورية البندقية وجمهورية جنوة وبعض الدول الإيطالية الأخرى. بعد أربعة أشهر، أي في 7 أكتوبر هزمت القوات البحرية للعصبة المكونة أساسًا من السفن الفينيسية والإسبانية والبابوية بقيادة دون خوان النمساوي الأسطول العثماني في معركة ليبانتو في إحدى المعارك الحاسمة في العام - والمعارك البحرية على وجه الخصوص - لتاريخ العالم. لكن الانتصار على العثمانيين جاء بعد فوات الأوان لمساعدة قبرص، وظلت الجزيرة تحت الحكم العثماني طيلة القرون الثلاثة التالية.
وفي سنة 1573 غادر الفينيسيون قبرص وأزالوا نفوذ الكنيسة الرومانية الكاثوليكية.

## التاريخ الإداري

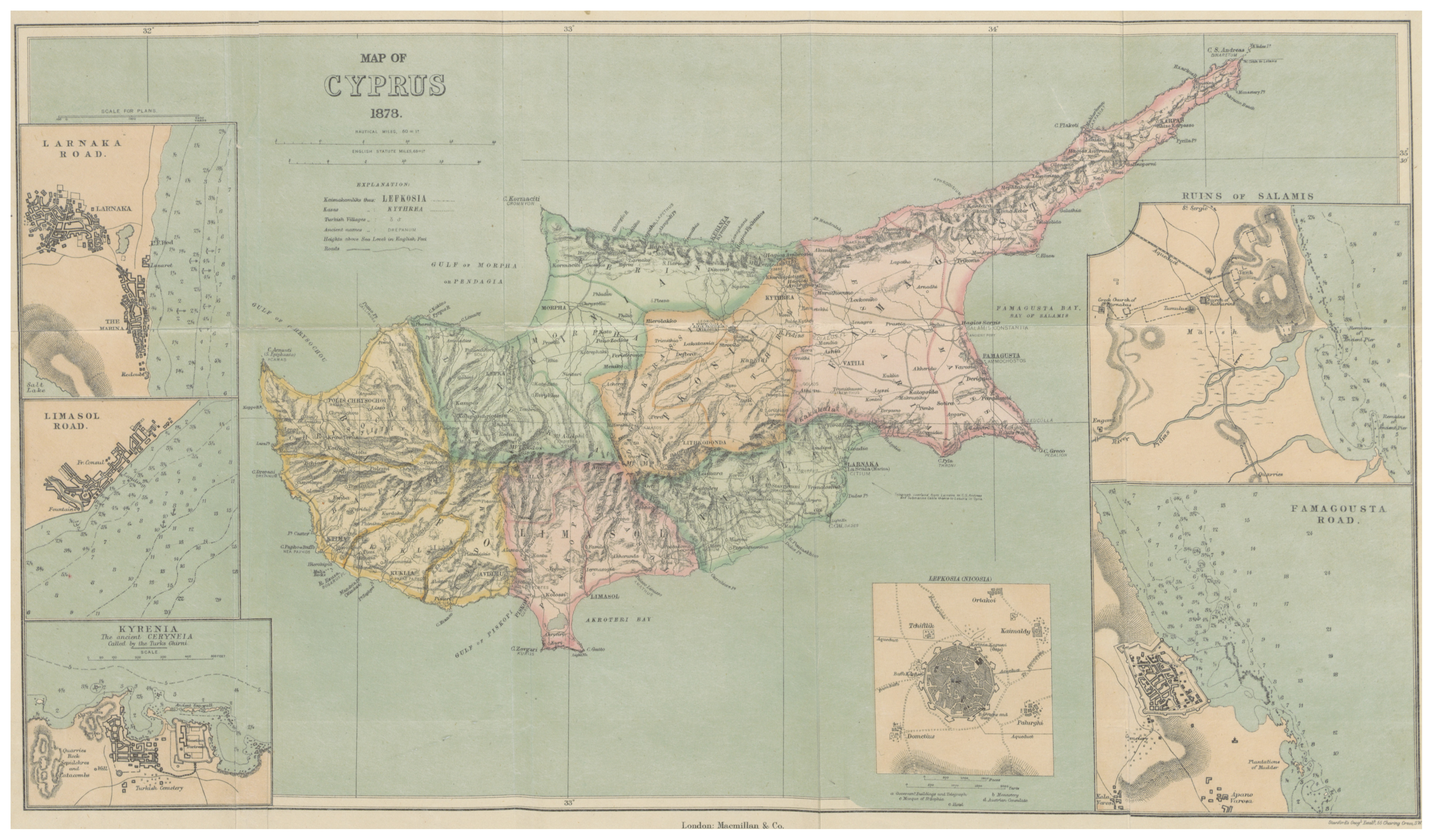
خريطة إدارية لقبرص رسمها البريطانيون سنة 1878، تُظهر التقسيم الإداري العثماني للجزيرة وقت تسليمها للإنجليز

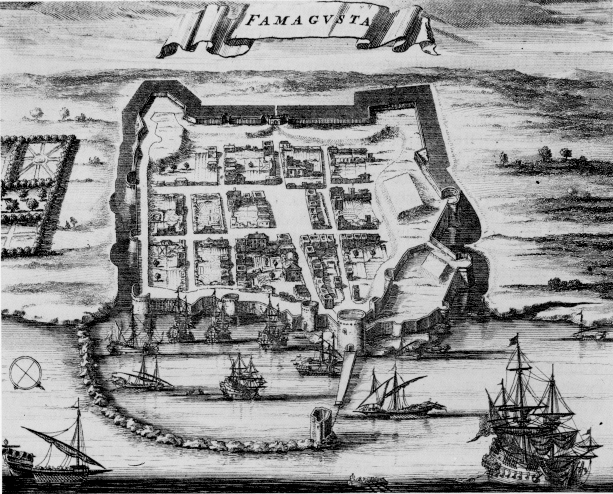
نقش على النحاس يصور فاماغوستا سنة 1703.

وبمجرد احتلال نيقوسيا تم إعلان قبرص إيالة بإدارة بكلربك، وتعيين لالا مصطفى باشا البكلربك السابق لسنجق أفلونيا [الإنجليزية] في هذا المنصب. وقد قسمت قبرص إلى ثلاثة سناجق: فاماغوستا وكيرينيا وبافوس. وأضيف إليها سنجق طرابلس وإسيل وعلاء وطرسوس، وتم تقسيم قبرص أيضًا إلى عدة أقضية: توزلا وليماسول وإبيسكوبي وكيثيريا وبافوس وكوكلا وليفكا ومورفو وهيرسوفو وفاماغوستا وغرنة وميسارية.
كان لكل من هذه الأقضية قاضي [الإنجليزية] أو نائب خاص به. ومع ذلك تمت إزالة سنجق طرابلس من الولاية القضائية لقبرص سنة 1573 بسبب بعده، ومنح إلى إيالة دمشق. كما أزيلت سناجق إسيل وعلاء وطرسوس في 1610 وأعطيت إلى إيالة أضنة حديثة النشأة.
وبعد الفتح العثماني لجزيرة كريت أصرت الكنيسة القبرصية الأرثوذكسية بأن قبرص فقدت أهميتها، وأن حجم التجارة قد انخفض وأن الناس هجروها. ومن ثم طلبت تغيير الوضع الإداري لأن قبرص لا تستطيع تحمل بقاءها إيالة. وهكذا أضحت الجزيرة في 1670 سنجق تحت إيالة الأرخبيل تحت السيطرة المباشرة لقبطان باشا، قائد البحرية العثمانية. تم ممارسة هذه السيطرة من خلال متسلم معين. ومع ذلك في ظل هذا النظام كان الآغوات المحليون هم جباة الضرائب. أدى هذا إلى تضخيم قوتهم وأدى إلى استياء حيث تسبب التنافس بينهما في ثورة استمرت عامين في عقد 1680 بقيادة بوياجي أوغلو محمد آغا. وقد أثبت هذا أن النظام الحالي تسبب في فراغ في السلطة وكان غير فعال، لذلك في سنة 1703 تم وضع قبرص مباشرة تحت سيطرة الصدر الأعظم، والتي تدار نيابة عنه من قبل المحصلين. لتقليص سلطات الآغوات مُنح المحصلون سلطة تحصيل الضرائب، فضلاً عن زيادة السلطة السياسية والعسكرية. وبين عامي 1745 و 1748 أصبحت قبرص لفترة وجيزة إيالة مرة أخرى. كانت هذه السنوات الثلاث  وخاصة في عهد الحاكم أبو بكر باشا (1746-1748) فترة تطور وازدهار نسبي. بعد نهاية ولاية أبوبكر باشا عادت قبرص إلى وضعها السابق.
شغل القبارصة اليونانيون منصبين إداريين مهمين للغاية: رئيس الأساقفة الذي ترأس الكنيسة الأرثوذكسية، تم الاعتراف به باعتباره الممثل الوحيد للسكان القبارصة اليونانيين منذ عقد 1670 فصاعدًا، والترجمان الذي يكون اختياره من بين المرشحين الذين يحددهم رئيس الأساقفة.
أصبحت إدارة المحصلين بطيئة أكثر فأكثر. وفي 1764 قُتل محصل جيل عثمان آغا وسط بيئة فوضوية سببها حكمه. في غضون ذلك أدت الحرب المستمرة مع روسيا إلى تدهور رفاهية الشعب. وهكذا بناءً على طلب رئيس الأساقفة والترجمان، تم وضع قبرص مباشرة تحت إدارة الديوان الهمايوني في 1785 مع تعيين المحصلين مباشرة. افتقر هؤلاء المحصلون الجدد إلى بعض سلطاتهم القديمة، مما زاد بشكل كبير من تأثير رجال الدين الأرثوذكس عندما أصبحوا جباة ضرائب. وفي 1839 مع إصلاحات عبد المجيد الأول أصبحت الجزيرة مرة أخرى سنجق لإيالة الأرخبيل لكنها اكتسبت قدرًا كبيرًا من الحكم الذاتي. كانت الجزيرة يحكمها متصرف، وأدمجت أقضية المتصرفية إلى  في ستة أقضية أكبر وبمجالس إدارية وقضائية خاصة بها. تم إنشاء مجلس إدارة سنجق يمثل فيه الأتراك واليونانيون والأقليات الأخرى بشكل نسبي.
وفي 1861 أصبحت قبرص متصرفية مستقلًا تحت السيطرة المباشرة للباب العالي. ومع ذلك تغير هذا مرة أخرى في 1868 عندما أصبحت قبرص سنجق تحت ولاية الأرخبيل في ظل نظام الولاية المنشأ حديثًا. لم يدم هذا طويلاً، حيث كانت الولاية تدار من جناق قلعة، وبُعد المسافة جعل الإدارة غير عملية. وبفضل جهود رئيس أساقفة قبرص صفرونيوس الثالث، بالإضافة إلى الجفاف ودمار الجراد، أصبحت قبرص متصرفية مستقلة مرة أخرى في 1870. واستمر هذا الترتيب حتى 1878 عندما استولى البريطانيون على الجزيرة.

## التاريخ الإجتماعي

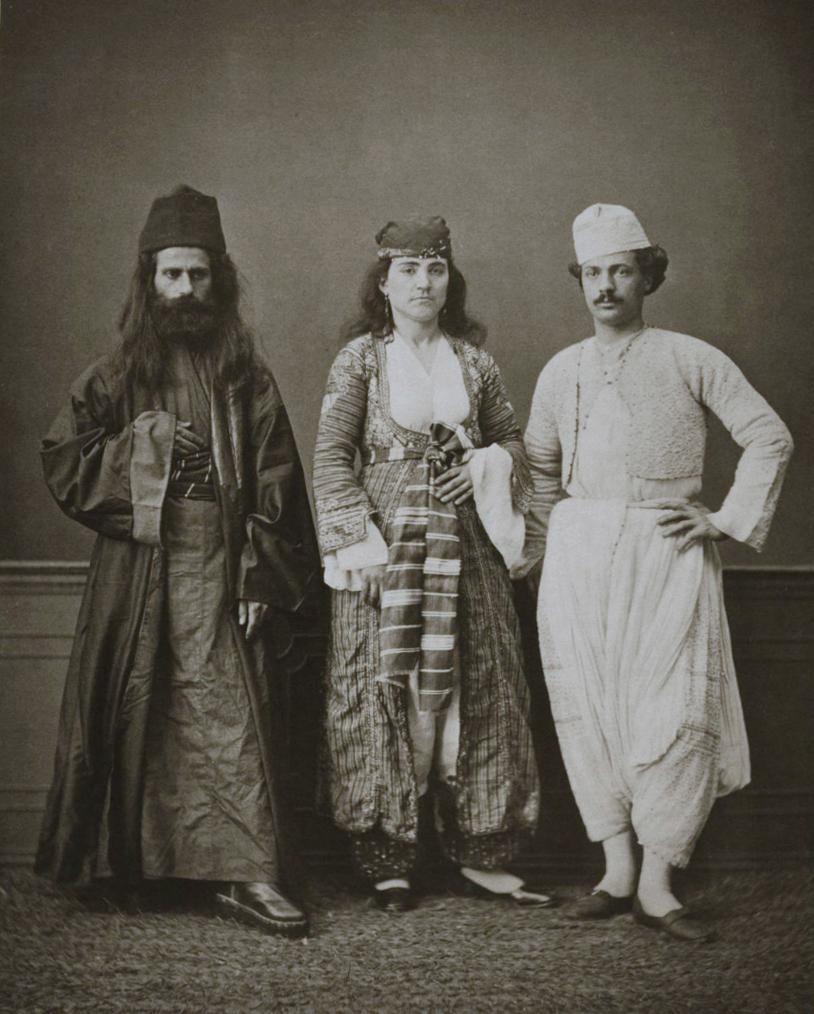
الملابس التقليدية (من اليمين إلى اليسار) مسيحي مقيم في أموشوستوس (فاماغوستا، قبرص) وامرأة مسيحية من ماجوس، وراهب يوناني من دير تشيكو (كيكوس)، بالقرب من ليفكا 1873

أحدث الاحتلال العثماني تغييرين جذريين في تاريخ الجزيرة: ظهر عنصر عرقي جديد في الجزيرة وهم الأتراك بينما أصبح للقبارصة الآن حاكم جديد وهم العثمانيون.
منحت الدولة العثمانية الأراضي للجنود (تيمار) بشرط أن يظلوا هم وعائلاتهم هناك بشكل دائم. عمل ذو أهمية بعيدة المدى لأن الجنود المحددين مسبقًا أصبحوا نواة المجتمع التركي بالجزيرة. وخلال القرن السابع عشر نما عدد السكان الأتراك بسرعة، جزئيًا عن طريق التحول اليوناني (بما في ذلك المتحولين الذين احتفظوا ببعض ممارسات ما قبل الإسلام) الذين انضموا إليهم. معظم الأتراك الذين استقروا في الجزيرة خلال القرون الثلاثة من الحكم العثماني ظلوا في الجزيرة عندما تم التنازل عنها - ثم السيادة - إلى بريطانيا في 1878. كان التمييز بين المجموعتين على أساس الدين واللغة.
طبق العثمانيون نظام الملل على قبرص، والذي سمح للسلطات الدينية بحكم أقلياتهم غير المسلمة. عزز هذا النظام مكانة الكنيسة الأرثوذكسية كمؤسسة عرقية دينية للسكان اليونانيين. تدريجيًا أصبح رئيس أساقفة قبرص ليس فقط زعيمًا دينيًا بل زعيمًا عرقيًا أيضًا، وهو أمر روج له الأتراك العثمانيون حيث أرادوا أن يكون هناك شخص مسؤول عن ولاء الشعب اليوناني. وبهذه الطريقة تولت الكنيسة مهمة الوصي على التراث الثقافي اليوناني حتى تم التنازل عن الجزيرة لبريطانيا.

## حركة الاستقلال اليونانية

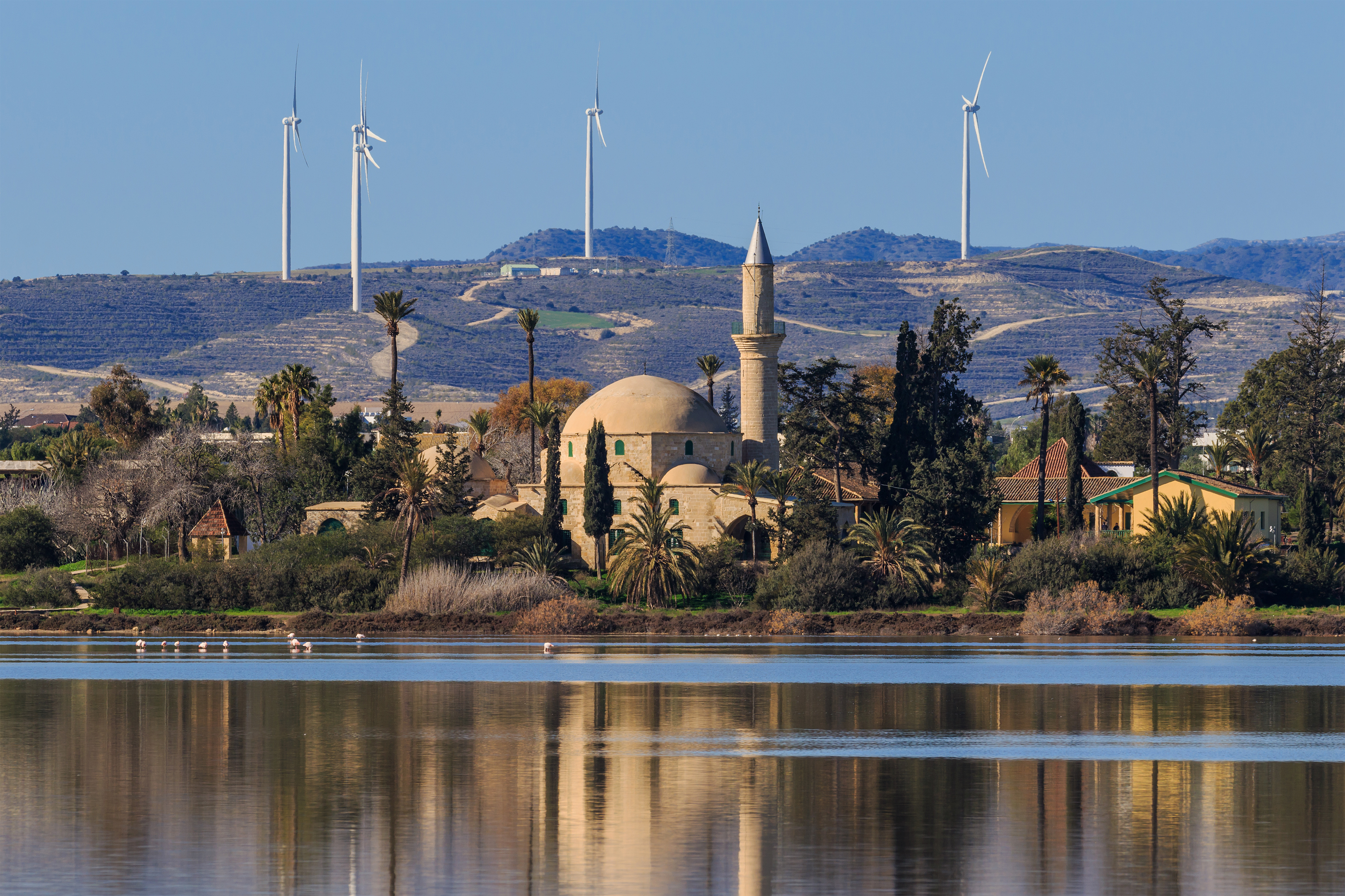
كانت تكية هالة سلطان، التي بُنيت في 1817 واحدة من عدة معالم التي شيدها الأتراك العثمانيون في قبرص.

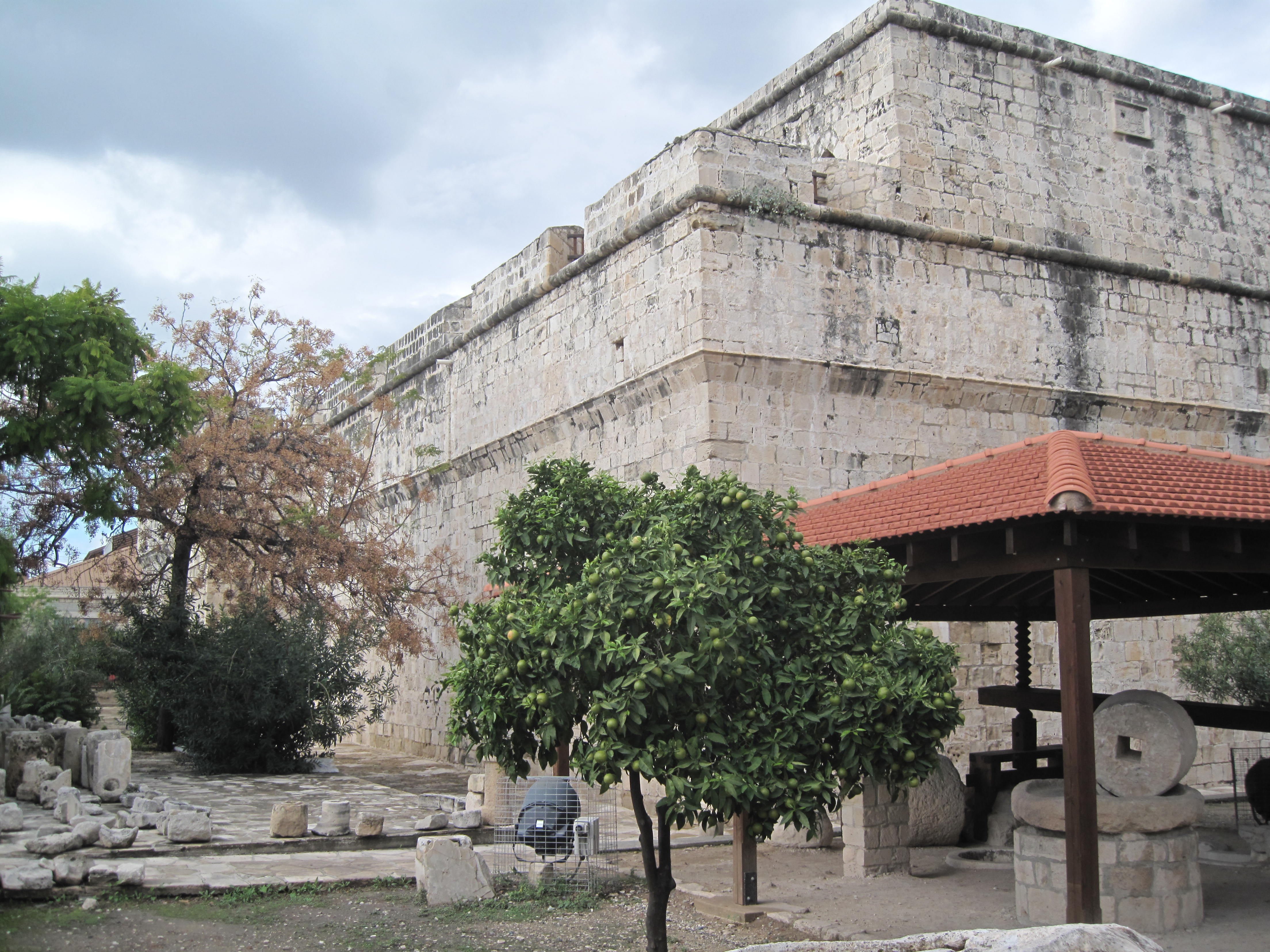
أعاد العثمانيون بناء قلعة ليماسول التي تعود للقرون الوسطى عام 1590.

### 1821–1829
دعم العديد من القبارصة اليونانيين جهود استقلال اليونان التي بدأت سنة 1821، مما أدى إلى انتقام شديد من قبل الدولة العثمانية. ففي 15 أكتوبر 1821 قام حشد كبير من الغوغاء الأتراك باعتقال وإعدام رئيس الأساقفة ومعه خمسة أساقفة وستة وثلاثين كنسيًا وشنق معظم القبارصة اليونانيين في لارنكا والمدن الأخرى. وفي سبتمبر 1822 اختفت كليًا 62 قرية وقرية صغيرة قبرصية.

### 1869–1878
في سنة 1869 افتتحت قناة السويس، وأبدت المملكة المتحدة اهتمامًا متزايدًا بالجزيرة والتي أصبحت فجأة لها موقعًا مناسبًا للغاية. عندما هزم الروس العثمانيين في 1878، وعقد مؤتمر برلين في العام التالي من أجل مراجعة معاهدة سان ستيفانو التي وقعتها روسيا والدولة العثمانية وفق الشروط التي أملتها الأولى، تم الإعلان رسميًا في 9 يوليو 1878 أنه في الرابع من يونيو السابق، قام البريطانيون والسلطان بالتوقيع سراً على تفاهم القسطنطينية التي بموجبها أُسندت ملكية وإدارة قبرص إلى بريطانيا العظمى. وفي مقابل ذلك وافقت المملكة المتحدة على دعم الدولة العثمانية في الحرب الروسية التركية. تم إضفاء الطابع الرسمي على هذه الاتفاقية باسم اتفاقية قبرص.

## العمارة والأشغال العامة

### العمارة

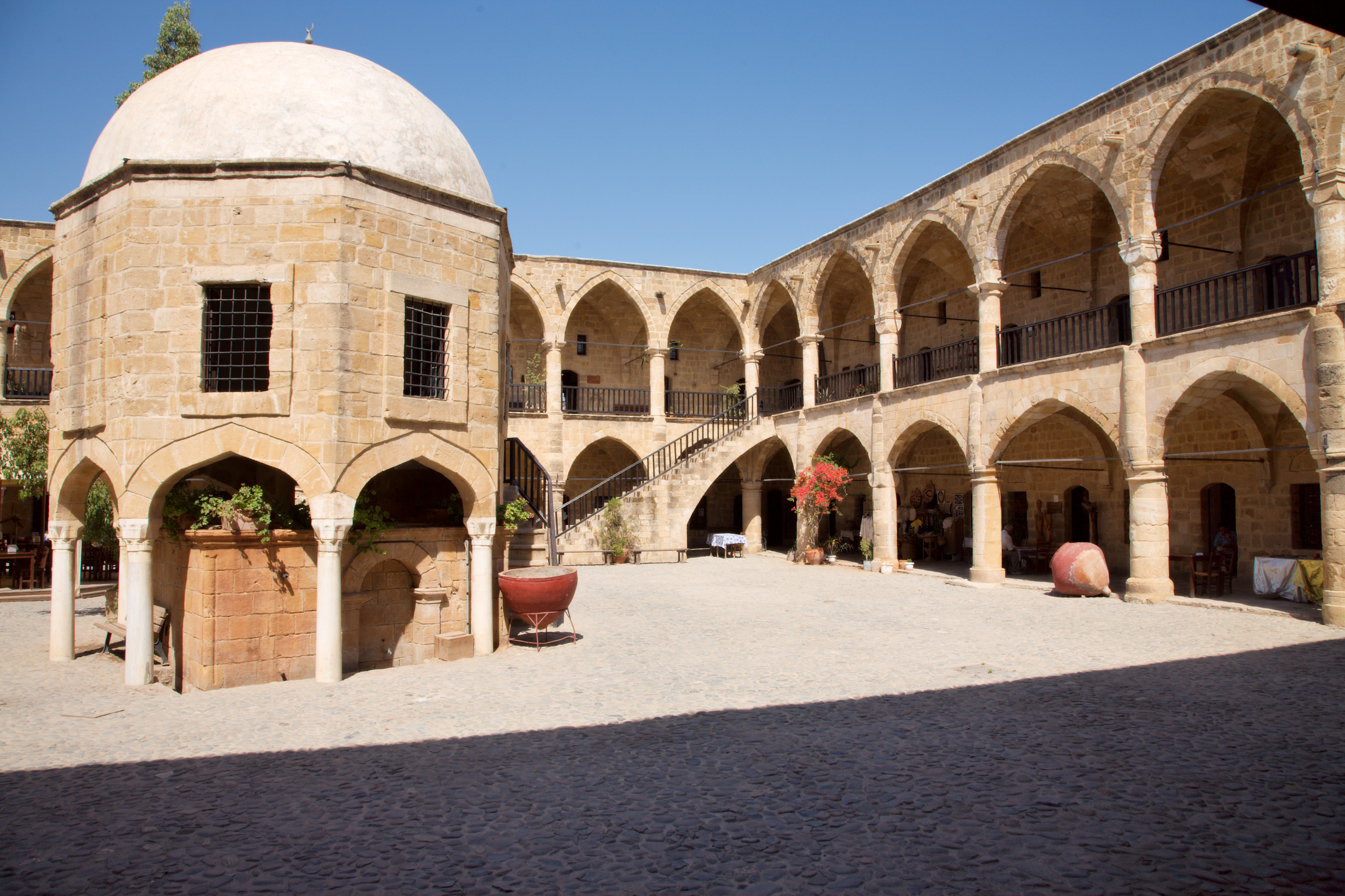
خان بويوك

بنيت العديد من المساجد والجوامع والمساجد والكنائس والحمامات العامة والبازارات والاستراحات والمدارس والمكتبات في قبرص خلال العصر العثماني. ارتبطت العمارة العثمانية في قبرص ارتباطًا وثيقًا بالعمارة العثمانية السائدة، ومع ذلك هناك بعض الميزات التي تجعلها قبرصية مميزة. ينبع هذا من حقيقة أنه أثناء ترك الكنائس الأرثوذكسية اليونانية سليمة، تم تحويل العديد من المباني التي استخدمها الكاثوليك، والتي بنيت على الطراز القوطي إلى مساجد أو قصور، مثل مسجد لالا مصطفى باشا في فاماغوستا ومسجد السليمية في نيقوسيا. تم تعديل هذه المباني لاحقًا وبالتالي تم تشكيلها بعناصر عثمانية مميزة. أثرت العمارة القوطية أيضًا على العمارة العثمانية في الجزيرة حيث استخدم العثمانيون العناصر القوطية، كما هو الحال في مئذنة الجامع الكبير في لارنكا.
الاستراحتان الباقيتان هما خان بويوك وخان قمر تشيلار في نيقوسيا، والتي تعتبر من أفضل الأمثلة على العمارة العثمانية في الجزيرة. أشهر المكتبات العديدة مكتبة محمود الثاني. كانت البازارات جزءًا مهمًا جدًا من الحياة التجارية العثمانية وفي سنة 1872 كان هناك 23 سوقًا في نيقوسيا وحدها، لكل منها تخصصه الخاص. في 1883 أدرجت تقارير الوقف التي نشرتها السلطات البريطانية في قبرص 81 مسجدًا تابعًا لإدارة الأوقاف في قبرص. يُعتقد أن هذا الرقم هو التقليل من شأن عالم الآثار تونجر باغشكان. اثنان من أبرز المواقع الدينية الإسلامية التي بنيت في الفترة العثمانية هما تكية هالة سلطان في لارنكا ومسجد عرب أحمد في نيقوسيا.

### البنية التحتية

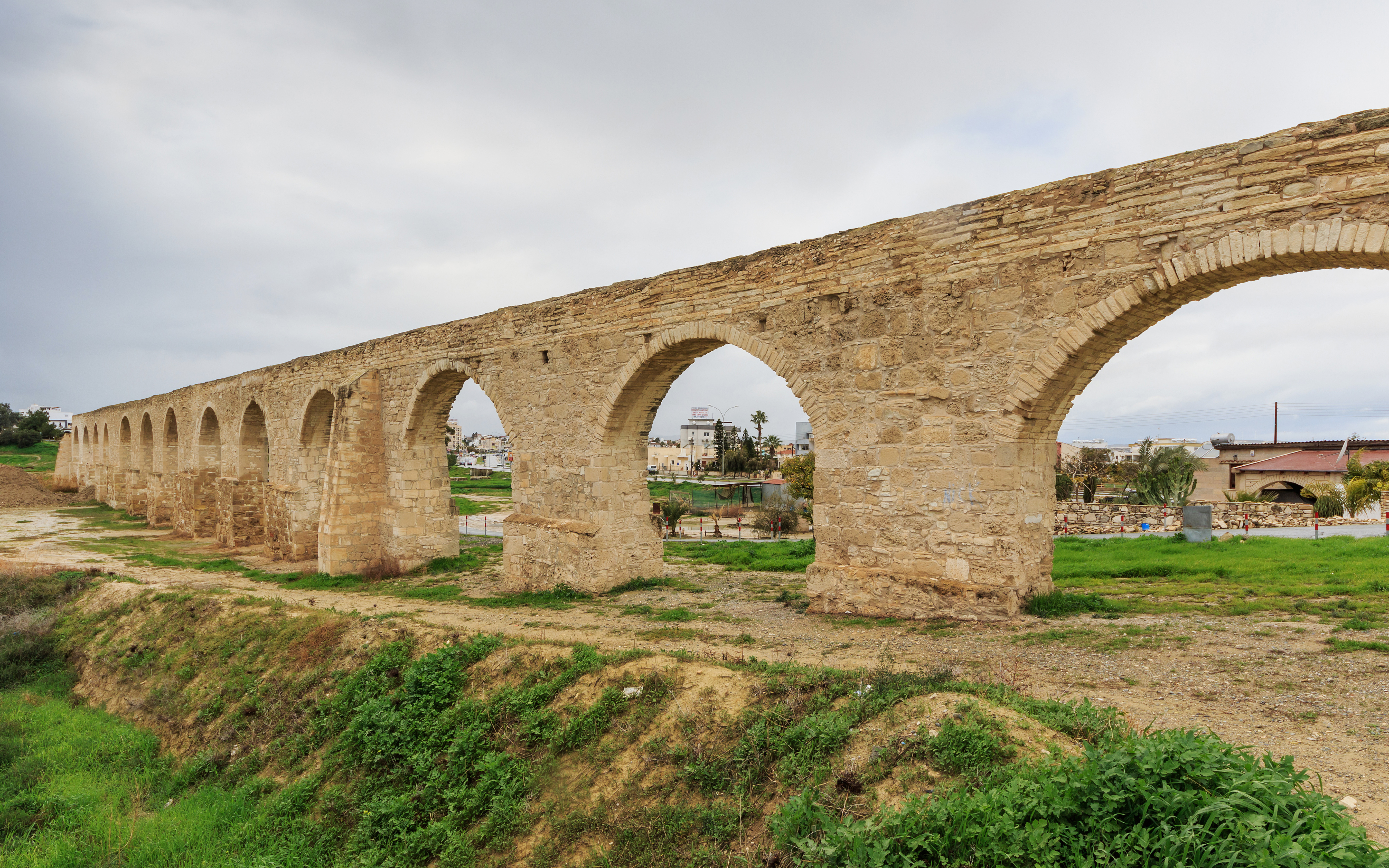
قناة أبوبكر باشا أو قناة كماريس

أدخلت الإدارة العثمانية تحسينات كبيرة على قبرص من حيث إمدادات المياه. وأبرز مثال على ذلك هو قناة أبوبكر باشا، التي بنيت برعاية أبو بكر باشا ما بين 1746 و 1748. وكانت تلك القناة تزود لارنكا بالمياه العذبة، حيث قبل بنائها كان السكان المحليين يحملون المياه على ظهورهم لمدة ساعتين. تم بناء قناة سيلختار بين 1801 و 1803، وقناة أحمد عرب التي تزود نيقوسيا بالمياه.
كما شجعت السلطات على بناء وتحسين القنوات الاصطناعية لإمدادات المياه والري، مما أدى إلى زيادة غلة المحاصيل بشكل كبير وسمح بإنتاج الفاكهة على نطاق واسع. من بين القرى التي توصف بأنها مزدهرة بسبب الري الصناعي عند استيلاء البريطانيين على الجزيرة، مورفو ولابثوس وبوليس وليفكا وأفديمو وكولوسي. أشار صمويل بيكر الذي زار قبرص في 1879 إلى «طواحين تحركت بفضل المياه» و «ممرات ضيقة تتدفق بالماء» في ليفكا. وكتب أيضا أن «كل حديقة ومزرعة كانت تروى بالمياه التي تجرى من الجبال في قنوات صناعية» في المنحدرات الشمالية لجبال كيرينيا الممتدة حتى شبه جزيرة كارباس. وفي كارافاس تم تحويل مجاري المياه إلى قنوات اصطناعية لتزويد القرية بالمياه.
في القرن التاسع عشر بذل سلسلة من الحكام العثمانيين جهدًا كبيرًا لتقويم وتنظيم مسار نهر بيديوس. وأكمل إدهم باشا الذي شغل منصب الحاكم في أربعينيات القرن التاسع عشر بناء طريق لارنكا - نيقوسيا والعديد من الجسور. قام الحاكم محمد حالت في خمسينيات القرن التاسع عشر بتحسين شبكة الطرق وميناء لارنكا وأنشأ مخزنًا للحبوب وسوقًا في نيقوسيا لتشجيع تربية الماشية.